# Bindki
Bindki é uma cidade e um município no distrito de Fatehpur, no estado indiano de Uttar Pradesh.

## Geografia
Bindki está localizada a 26° 02′ N, 80° 36′ L. Tem uma altitude média de 125 metros (410 pés).

## Demografia
Segundo o censo de 2001, Bindki tinha uma população de 34,197 habitantes. Os indivíduos do sexo masculino constituem 53% da população e os do sexo feminino 47%. Bindki tem uma taxa de literacia de 64%, superior à média nacional de 59.5%; a literacia no sexo masculino é de 70% e no sexo feminino é de 58%. 13% da população está abaixo dos 6 anos de idade.